# Петровський Мирон Семенович
Мир́он Сем́енович Петр́овський (нар. 8 травня 1932, Одеса, Українська РСР, СРСР — 14 листопада 2020, Київ, Україна) — український літературознавець і письменник. Член Українського ПЕН.

## Життєпис
Мирон Семенович Петровський народився 8 травня 1932 року в Одесі. Син службовця. У ранньому віці переїхав з батьками до Києва. Під час Другої світової війни перебував в евакуації в радянському тилу (зокрема, в Барнаулі), до Києва повернувся 1948.
Закінчив 1957 відділення російської мови та літератури філологічного факультету Київського державного університету ім. Т. Г. Шевченка.
Жив і працював у Києві (з перервами). Помер 14 листопада 2020 року, похований на Лісовому кладовищі.

## Творчий шлях
Наприкінці 1950-х помешкання Мирона Петровського на площі Льва Толстого в Києві було одним із осередків молодіжної неформальної субкультури. Серед учасників зібрань були філологи Андрій Білецький і Тетяна Чернишова, письменник Юрій Щербак, біолог Юрій Некрутенко, перекладач Юрій Педан, художник Вілен Барський та ін. У 1959–1960 у декого з них КДБ провело обшуки, їх викликали на допити, піддавали обструкції у пресі, частина зазнали репресій (так звана справа про «Літературну забігайлівку»)[джерело?].
В 1960 від переслідувань республіканського КДБ переїхав до Москви, де певний час перебував на нелегальному становищі разом із Йосипом Бродським, пізніше працював літературним секретарем Корнія Чуковського, творчості якого було присвячено його університетську дипломну роботу, тоді ж видану в доопрацьованому вигляді у формі книжки («Корней Чуковский», 1960)[джерело?].
У 1968–1987 був позбавлений можливости повноцінно друкуватися, за цей час написавши десяток книжок (про культурні контексти Маяковського, радянську наукову фантастику, поетику цирку тощо), що їх видавництва з ідеологічних мотивів відхиляли або розсипали в наборі[джерело?].
Видана 1986 року книга нарисів про радянську дитячу літературу 1920-1930-х років «Книги нашего детства» стала літературознавчим бестселером: 75-тисячний тираж було розпродано в лічені дні. У 1990-ті й 2000-ні роки, ставши «виїзним», Мирон Петровський виступав з лекціями в університетах Великої Британії та США. З 1995 редагує літературний альманах «Єгупець»[джерело?].

### Характеристика творчості
Мирон Петровський — провідний український літературознавець-русист. Головні наукові зацікавлення пов'язані з російською радянською дитячою літературою 1920-1930-х років (Корній Чуковський, Самуїл Маршак, Олексій Толстой та ін.), «київським текстом» у російській і українській літературах XX ст. (насамперед у творчості Михайла Булгакова, а також Веліміра Хлєбнікова, Осипа Мандельштама, Михайля Семенка) та київським сторінкам біографій російських (Олексій Рємізов), українських (Леся Українка), єврейських (Лев Квітко) і польських (Януш Корчак) письменників першої третини XX століття, літетературними та фольклорними контекстами творчості Олександра Блока та Володимира Маяковського, демократичними жанрами культури (романс, анекдот, цирк, кабаре). Працям Мирона Петровського притаманні аналітизм і тяжіння до структурного методу разом із широким знанням джерел, зокрема архівів і преси початку XX ст.

### Публікації
Автор книжок:
- Корней Чуковский: критико-биографический очерк. — Детгиз, М., 1960. — 112 с. / 2-ге вид., М., 1962
- «Книга о Корнее Чуковском» (Москва, 1966)
- «Музика екрана» (Київ, 1967)
- «Книги нашого детства» — М.: Книга, 1986. — 288 стр. — Серия: Судьбы книг / 2-ге вид., СПб., Издательство Ивана Лимбаха, 2009. — 472 стр. — ISBN 978-5-89059-105-0
- «Городу и миру: Киевские очерки» (Київ, 1990; 2-ге вид., Київ, 2008)
- «Мастер и Город. Киевские контексты Михаила Булгакова» (Київ, 2001; 2-ге вид., Київ, 2008; у перекладі польською мовою — Познань, 2004)

Упорядник і співупорядник видань:
- «Жизнь и творчество Самуила Яковлевича Маршака» (Москва, 1975)
- «Жизнь и творчество Льва Квитко» (Москва, 1976)
- «Русский романс на рубеже векав» (Київ, 1997; 2-ге вид. під назвою «Ах-романс. Эх-романс. Ох-романс. Русский романс на рубеже веков», Санкт-Петербург, 2005)
- Корней Чуковский, «Стихотворения» (Санкт-Петербург, 2002; серія «Библиотека поэта»)

## Сім'я
Дружина — педагог і музейний діяч Світлана Петровська. Діти — філолог і журналістка Катерина Петровська й історик та літературознавець Йоханан Петровський-Штерн.